# Lancer du javelot féminin aux Jeux olympiques d'été de 2012
Navigation
Pékin 2008 Rio 2016
Le concours du lancer du javelot féminin aux Jeux olympiques de 2012 a lieu le 7 août pour les qualifications, la finale a lieu le 9 août dans le Stade olympique de Londres.
Les limites de qualifications étaient de 61,00 m pour la limite A et de 59,00 m pour la limite B.

## Records
Avant cette compétition, les records dans cette discipline étaient les suivants :
| Record du monde  | 72,28 m | Barbora Špotáková | Tchéquie | 13 septembre 2008 | Stuttgart |
| Record olympique | 71,53 m | Osleidys Menéndez | Cuba     | 27 août 2004      | Athènes   |

## Médaillées
| Or                | Argent              | Bronze      |
| Barbora Špotáková | Christina Obergföll | Linda Stahl |

## Résultats

### Finale (9 août)
| Rang               | Athlète             | Nationalité        | 1     | 2     | 3     | 4     | 5     | 6     | Marque  |    |
| ------------------ | ------------------- | ------------------ | ----- | ----- | ----- | ----- | ----- | ----- | ------- | -- |
| Médaille d'or      | Barbora Špotáková   | République tchèque | 66,90 | 66,88 | 66,24 | 69,55 | x     | x     | 69,55 m | SB |
| Médaille d'argent  | Christina Obergföll | Allemagne          | 65,16 | x     | x     | x     | x     | x     | 65,16 m |    |
| Médaille de bronze | Linda Stahl         | Allemagne          | 59,49 | 63,24 | 62,67 | 64,91 | x     | x     | 64,91 m | SB |
| 4                  | Sunette Viljoen     | Afrique du Sud     | 64,53 | 62,71 | 57,30 | 57,05 | 60,93 | 62,61 | 64,53 m |    |
| 5                  | Lu Huihui           | Chine              | 59,97 | 63,28 | 58,58 | 61,26 | 63,70 | 62,19 | 63,70 m |    |
| 6                  | Katharina Molitor   | Allemagne          | 62,89 | 58,15 | 58,51 | x     | x     | x     | 62,89 m |    |
| 7                  | Martina Ratej       | Slovénie           | x     | 58,89 | 61,62 | x     | 60,11 | 56,90 | 61,62 m |    |
| 8                  | Madara Palameika    | Lettonie           | 56,47 | 60,73 | x     | 59,32 | x     | 59,22 | 60,73 m |    |
| 9                  | Kathryn Mitchell    | Australie          | 58,31 | 59,46 | 58,45 | –     | –     | –     | 59,46 m |    |
| 10                 | Maria Abakumova     | Russie             | x     | 59,34 | 58,70 | –     | –     | –     | 59,34 m |    |
| 11                 | Ásdís Hjálmsdóttir  | Islande            | 59,08 | 57,35 | x     | –     | –     | –     | 59,08 m |    |
| 12                 | Elizabeth Gleadle   | Canada             | 57,10 | x     | 58,78 | –     | –     | –     | 58,78 m |    |

### Qualifications (7 août)
| Rang | Groupe | Athlète                | Nationalité        | 1er   | 2e    | 3e    | Résultat | Notes |
| ---- | ------ | ---------------------- | ------------------ | ----- | ----- | ----- | -------- | ----- |
| 1    | A      | Barbora Špotáková      | République tchèque | 66,19 | –     | –     | 66,19 m  | Q     |
| 2    | A      | Christina Obergföll    | Allemagne          | 66,14 | –     | –     | 66,14 m  | Q     |
| 3    | B      | Sunette Viljoen        | Afrique du Sud     | 65,92 | –     | –     | 65,92 m  | Q     |
| 4    | A      | Linda Stahl            | Allemagne          | 64,78 | –     | –     | 64,78 m  | Q, SB |
| 5    | B      | Lu Huihui              | Chine              | 64,45 | –     | –     | 64,45 m  | Q     |
| 6    | A      | Martina Ratej          | Slovénie           | x     | 63,60 | –     | 63,60 m  | Q     |
| 7    | B      | Maria Abakumova        | Russie             | 63,25 | –     | –     | 63,25 m  | Q     |
| 8    | B      | Ásdís Hjálmsdóttir     | Islande            | 62,77 | –     | –     | 62,77 m  | Q, NR |
| 9    | B      | Katharina Molitor      | Allemagne          | 58,06 | 55,30 | 62,05 | 62,05 m  | Q     |
| 10   | A      | Madara Palameika       | Lettonie           | 60,62 | 60,50 | 57,91 | 60,62 m  | q     |
| 11   | A      | Elizabeth Gleadle      | Canada             | x     | 59,73 | 60,26 | 60,26 m  | q     |
| 12   | B      | Kathryn Mitchell       | Australie          | 60,11 | 57,80 | 59,84 | 60,11 m  | q     |
| 13   | A      | Lina Muze              | Lettonie           | 51,15 | 59,48 | 59,91 | 59,91 m  |       |
| 14   | B      | Jarmila Klimešová      | République tchèque | 56,76 | 59,90 | x     | 59,90 m  |       |
| 15   | A      | Brittany Borman        | États-Unis         | 54,31 | 56,50 | 59,27 | 59,27 m  |       |
| 16   | B      | Yuki Ebihara           | Japon              | 59,25 | 58,03 | 54,17 | 59,25 m  |       |
| 17   | A      | Kimberley Mickle       | Australie          | 59,23 | 57,77 | x     | 59,23 m  |       |
| 18   | B      | Indre Jakubaityte      | Lituanie           | 54,05 | 56,63 | 59,05 | 59,05 m  | SB    |
| 19   | B      | Vira Rebryk            | Ukraine            | x     | 58,97 | x     | 58,97 m  |       |
| 20   | B      | Sinta Ozolina-Kovala   | Lettonie           | x     | 58,86 | 51,35 | 58,86 m  |       |
| 21   | A      | Laila Ferer e Silva    | Brésil             | 51,66 | 52,61 | 58,39 | 58,39 m  |       |
| 22   | B      | Hanna Hatsko           | Ukraine            | 58,37 | 56,02 | 55,94 | 58,37 m  |       |
| 23   | A      | Zhang Li               | Chine              | 57,17 | 58,35 | x     | 58,35 m  |       |
| 24   | B      | Rachel Yurkovich       | États-Unis         | 54,20 | x     | 57,92 | 57,92 m  |       |
| 25   | A      | Noraida Bicet          | Espagne            | 54,08 | 54,56 | 57,77 | 57,77 m  |       |
| 26   | A      | Tatjana Jelača         | Serbie             | 52,58 | x     | 57,09 | 57,09 m  |       |
| 27   | B      | Sávva Líka             | Grèce              | 56,36 | 57,06 | x     | 57,06 m  |       |
| 28   | A      | Marharyta Dorozhon     | Ukraine            | 56,74 | 55,18 | 50,60 | 56,74 m  |       |
| 29   | B      | Yainelis Ribeaux       | Cuba               | 53,70 | 56,55 | x     | 56,55 m  |       |
| 30   | B      | Li Lingwei             | Chine              | 55,28 | x     | 56,50 | 56,50 m  |       |
| 31   | A      | Kara Patterson         | États-Unis         | 56,23 | x     | x     | 56,23 m  |       |
| 32   | A      | Flor Ruiz              | Colombie           | x     | 54,34 | 52,37 | 54,34 m  |       |
| 33   | B      | Maryna Novik           | Biélorussie        | 51,93 | 50,77 | 54,31 | 54,31 m  |       |
| 34   | B      | Leryn Franco           | Paraguay           | 51,45 | x     | 49,72 | 51,45 m  |       |
| 35   | B      | Anastasiya Svechnikova | Ouzbékistan        | 50,56 | 51,27 | x     | 51,27 m  |       |
| 36   | B      | Vanda Juhász           | Hongrie            | 49,90 | 50,01 | x     | 50,01 m  |       |
| 37   | A      | Elisabeth Eberl        | Autriche           | x     | x     | 49,66 | 49,66 m  |       |
| 38   | A      | Kristine Harutyunyan   | Arménie            | 47,65 | x     | x     | 47,65 m  |       |
| —    | A      | Yanet Cruz             | Cuba               | x     | x     | x     |          | NM    |
| —    | A      | Goldie Sayers          | Grande-Bretagne    | x     | x     | x     |          | NM    |
| —    | B      | Sanni Utriainen        | Finlande           | x     | x     | x     |          | NM    |
| —    | A      | Yusbelys Parra         | Venezuela          | —     | —     | —     |          | DNS   |

## Légende
Records et Performances
- AR : Record continental (area record)
- CR : Record des championnats (championship record)
- MR : Record du meeting (meet record)
- NR : Record national (national record)
- OR : Record olympique (olympic record)
- PR : Record paralympique (paralympic record)
- PB : Record personnel (personal best)
- SB : Meilleure performance personnelle de la saison (season's best)
- WL : Meilleure performance mondiale de l'année (world leader)
- WJR : Record du monde junior (world junior record)
- WR : Record du monde (world record)

Circonstances et Conditions
- DNF : N'a pas terminé (did not finish)
- DNS : N'a pas pris le départ (did not start)
- DQ : Disqualification (disqualification)
- NM : Aucun essai valable enregistré (No Mark)
- Q : Qualifié « directement » au prochain tour (ou à la prochaine compétition), lors d'une compétition majeure, grâce au classement ou à la réalisation des minima (automatic qualifier)
- q : Qualifié au prochain tour (ou à la prochaine compétition), lors d'une compétition majeure, grâce au repêchage ou à la réalisation de l'une des meilleures performances parmi celles des « non qualifiés directement » (grâce au meilleur temps ou à la meilleure distance par exemple) (secondary qualifier)